# Simon Flockhart
Simon John Flockhart (Edimburgo, 19 giugno 1979) è un ex cestista scozzese e britannico. Ha vestito la maglia della Nazionale scozzese.

## Palmarès
- Campionato scozzese: 8

Edinburgh Kings: 2003-04, 2006-07, 2007-08, 2008-09, 2009-10, 2010-11, 2011-12, 2012-13
- Coppa di Scozia: 5

Edinburgh Kings: 2006-07, 2007-08, 2008-09, 2010-11, 2012-13